# Disulfiram
El disulfiram es un fármaco usado para ayudar en el tratamiento del alcoholismo crónico. Produce una reacción aguda y aversiva tras el consumo de etanol. Las marcas comerciales bajo las que se distribuye en diferentes países son Antabuse y Antabus, fabricados ambos por Odyssey Pharmaceuticals. 
Cuando se sigue un tratamiento con el fármaco, la ingesta de bebidas alcohólicas, incluso en pequeñas cantidades, provoca  enrojecimiento, palpitaciones, cefalea intensa, náuseas, vómitos, sudoración, sed, disnea , hiperventilación, taquicardia, presión arterial baja, debilidad, vértigo, visión borrosa y confusión.
El disulfiram no es una cura para el alcoholismo, ya que es más fácil dejar de tomar disulfiram que alcohol; si no se supervisa el tratamiento, el paciente alcohólico puede abandonarlo. Para algunos pacientes los rápidos y desagradables efectos no son suficientemente aversivos para superar la compulsión de tomar alcohol.

## Historia
La acción de la droga fue descubierta por casualidad en 1948 por los investigadores Erik Jacobsen, Jens Hald y Keneth Ferguson en la compañía danesa Medicinalco. Se pretendía que la sustancia proveyera un remedio para infecciones parasíticas; sin embargo, los trabajadores probando la sustancia en ellos mismos informaron de síntomas severos tras el consumo de alcohol.

## Usos

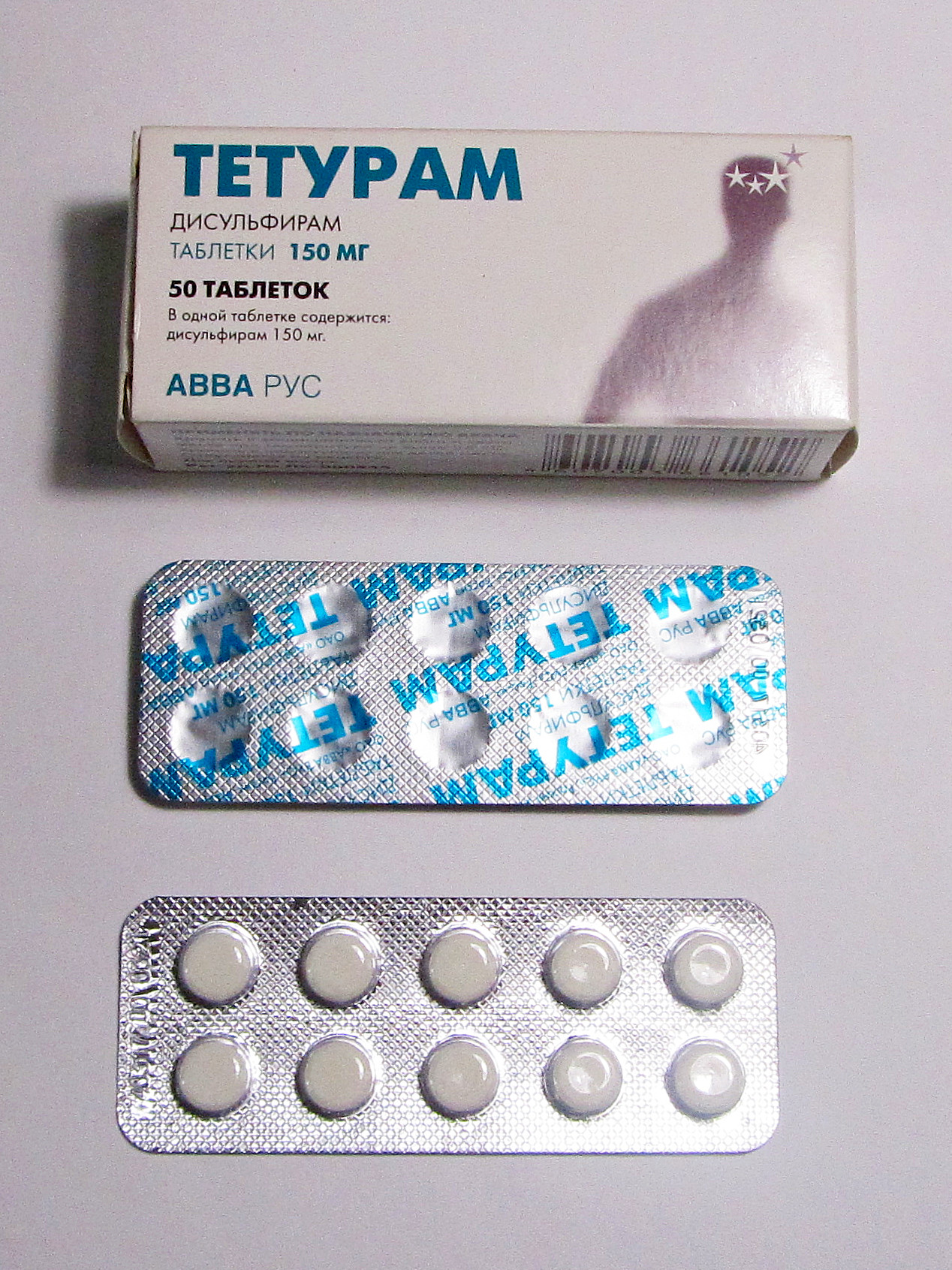
ТЕТУРАМ (Disulfiram)

### Abuso de alcohol
En un metabolismo normal, el alcohol se metaboliza en el hígado por la enzima alcohol deshidrogenasa, la cual lo transforma en acetaldehído, el cual es procesado por la aldehído deshidrogenasa para dar ácido acético inocuo. El disulfiram bloquea esta última reacción, previniendo que se metabolice el acetaldehído y provocando por tanto que sus concentraciones plasmáticas aumenten de 5 a 10 veces. Ya que el acetaldehído es el responsable de la "resaca" alcohólica, el ingerir alcohol bajo los efectos del disulfiram produce una rápida e intensa resaca, mucho más grave e incluso peligrosa en pacientes con problemas cardiacos o hepáticos si no están asistidos, desde 5-10 minutos tras la ingestión del alcohol hasta un período que varía entre 30 minutos y varias horas. Los síntomas típicos de este exceso de acetaldehído incluyen rash cutáneo, taquicardia, respiración entrecortada, náuseas y vómitos, y en algunos casos puede llegar a causar la muerte, este fenómeno se conoce como efecto antabus o efecto disulfiram.
No se debe ingerir disulfiram si se ha consumido alcohol en las últimas 12 horas. El disulfiram no provoca tolerancia: sus efectos aumentan con el tiempo. Ya que el disulfiram se absorbe lentamente por el tracto digestivo y se elimina lentamente, sus efectos pueden durar hasta 2 semanas; consecuentemente, la ética médica dicta que los pacientes deben ser adecuadamente informados de la reacción entre el disulfiram y el alcohol.

## Compuestos con efectos similares
La coprina (N5-1-hidroxiciclopropil-L-glutamina), que se metaboliza a 1-aminociclopropanol, es un compuesto muy similar con las mismas propiedades metabólicas, que se encuentra de forma natural en algunas especies de hongos, como el coprinus atramentarius.
El temposil, o carbamida cálcica cítrica, tiene los mismos efectos que el disulfiram, pero es más suave y seguro.
La clorpropamida, sulfonilurea de primera generación utilizada para el tratamiento de la diabetes tipo II, también causa efecto disulfiram en su ingesta con alcohol.

## Interacciones peligrosas con otros fármacos
El disulfiram no debería ser administrado a pacientes que tomen determinadas drogas o antidepresivos. El disulfiram también inhibe la enzima dopamina-beta-hidroxilasa, bloqueando la conversión de dopamina a norepinefrina. Combinado con el efecto antagonista y/o anti-recaptación de los estimulantes, puede causar un dramático aumento de los niveles de dopamina, dando como resultado insomnio, paranoia y en casos extremos psicosis.
Algunos fármacos interfieren con el sistema dopamina/norepinefrina, siendo algunos de ellos:
- Bupropión (Wellbutrin IR/SR/XL, Amfebutamone)
- Anfetaminas (Adderall, Dexedrine, etc.)
- Metilfenidato (Ritalin, Concerta, Focalin, etc.)
- Cocaína (Usada en ocasiones en procedimientos dentales, y conocida droga de abuso)

El disulfiram puede inhibir el metabolismo de otros fármacos, aumentando su potencial para provocar efectos tóxicos. Algunos fármacos que se sabe que tienen reacciones adversas con el disulfiram incluyen la amitriptilina, isoniazida y metronidazol (todos ellos con cambios agudos en el estado mental), fenitoína, algunas benzodiacepinas, morfina, petidina y barbitúricos.